# Кварели
Кваре́ли (груз. ყვარელი) — город на востоке Грузии. Центр Кварельского муниципалитета Кахетии.
Город расположен в Алазанской долине в 19 километрах к северу от железнодорожной станции Мукузани Грузинской железной дороги (линия Тбилиси — Телави).

## История
В 1755 году у замка в Кварели прошла битва между царствами Картли и Кахети и Аварским ханством.
30 декабря 1960 года село Кварели получило статус посёлка городского типа. Статус города с 1964 года, до этого посёлок. В прошлом центр Кварельского района Грузинской ССР.

## Демография
Население города постепенно уменьшается, по переписи 2014 года в городе было 7739 человек (в 1970 — 9500).

## Экономика
Промышленность в Кварели представлена предприятиями, перерабатывающими сельскохозяйственную продукцию региона: винный завод, завод коньячного спирта, эфиромасличный. Кроме того, существовал кирпичный завод, работавший на местном сырье.

## Культура
В городе имелись (на 1972 год) музей писателя Ильи Чавчавадзе, дом-музей Котэ Марджанишвили, народный театр.

## Известные жители
В Кварели родились крупнейший грузинский общественный деятель XIX—XX веков Илья Чавчавадзе, генерал Николай Чавчавадзе, режиссёр Котэ Марджанишвили.

## Галерея

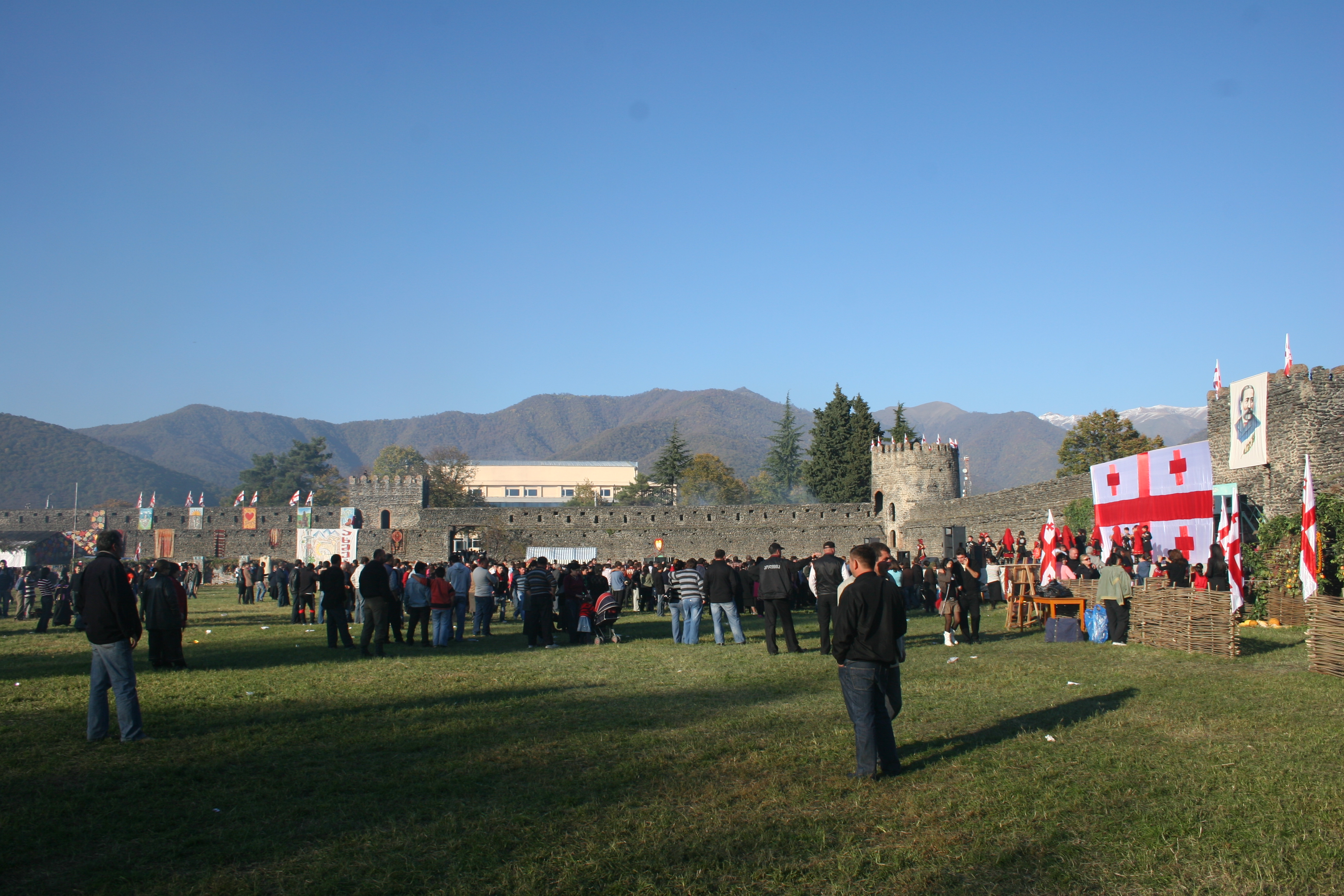
Ильяоба (аналог дня города), 7 ноября 2010г.
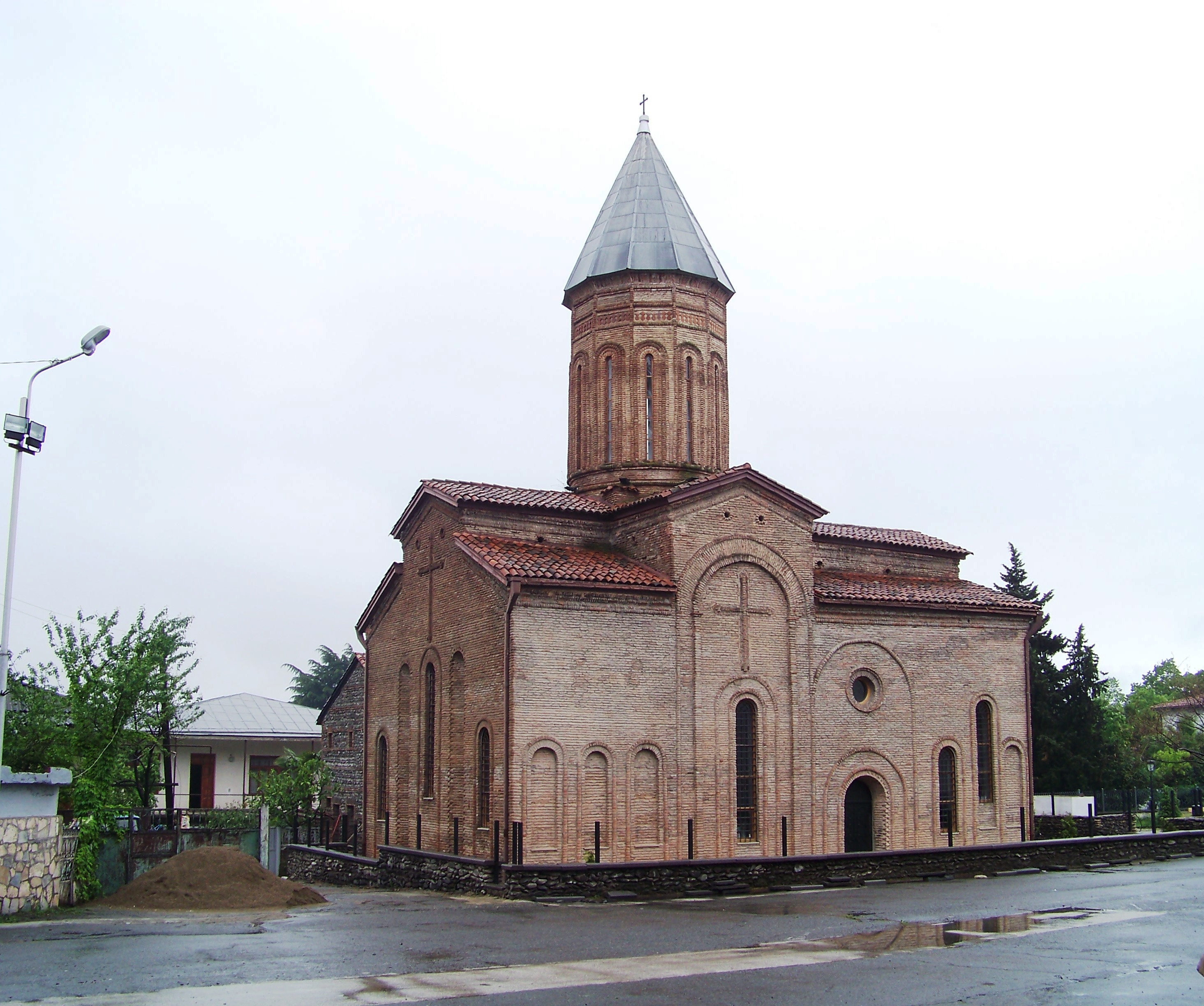
церковь Иоанна Предтечи
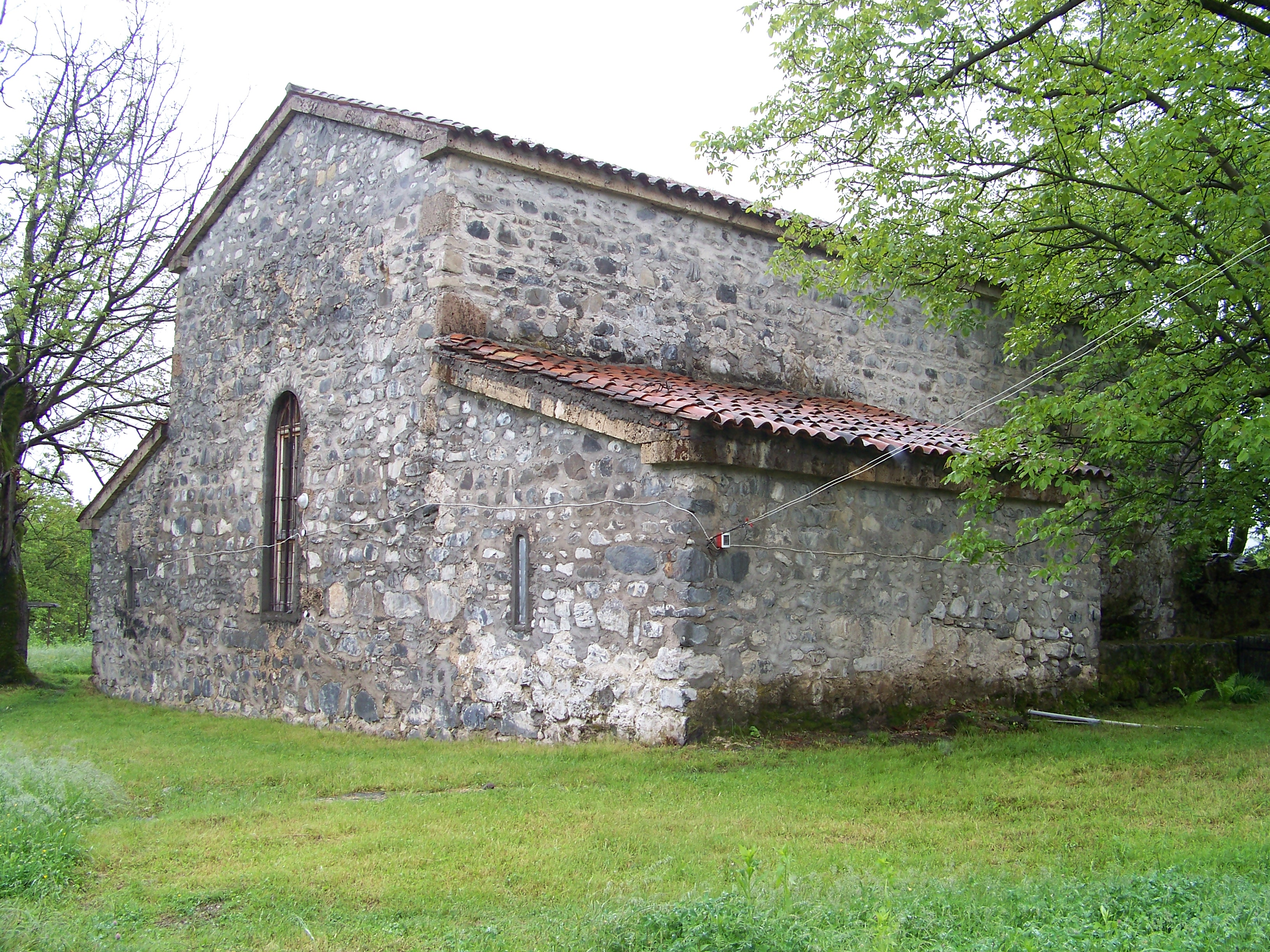
церковь в монастыре Дуби, VI век
библиотека
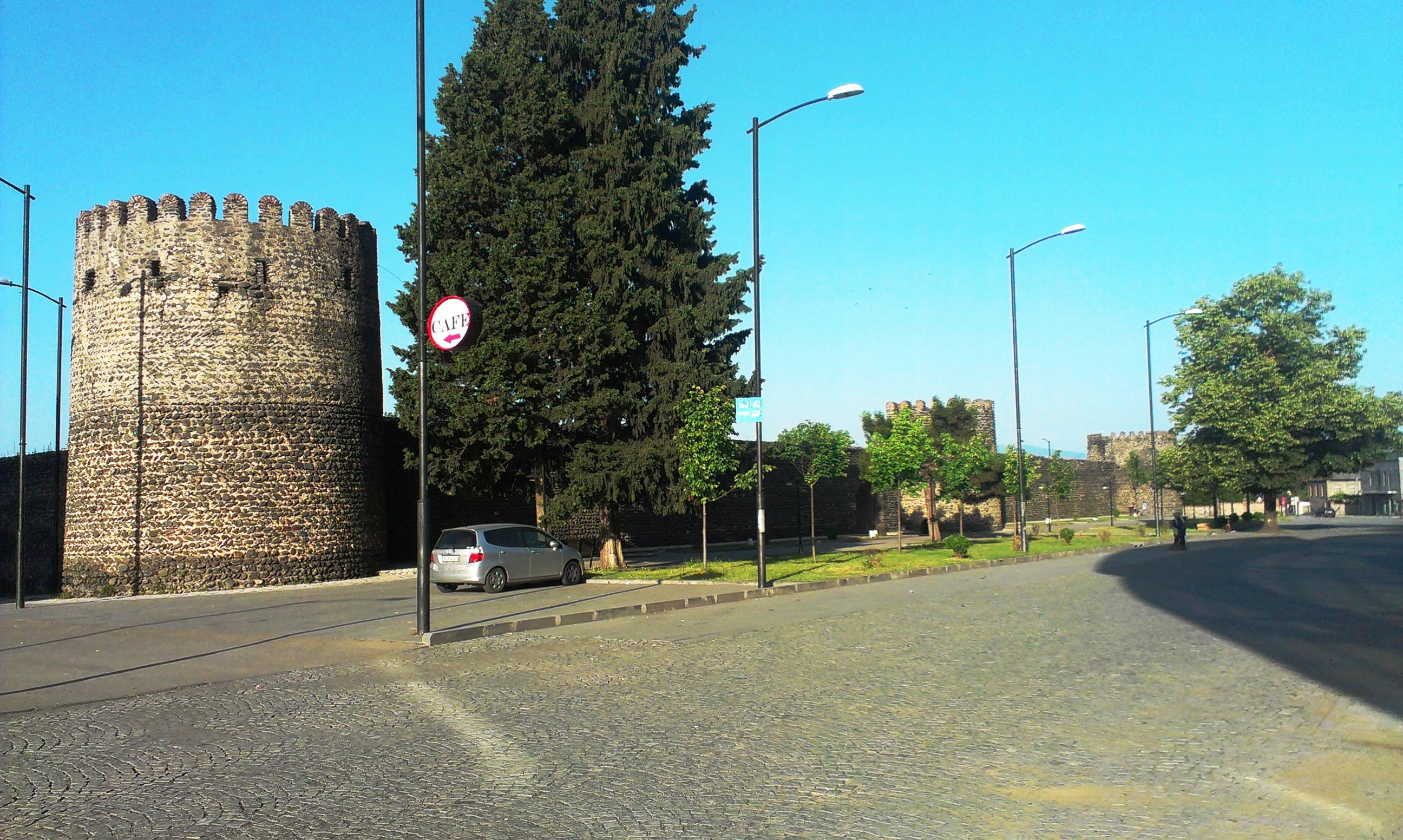
стадион
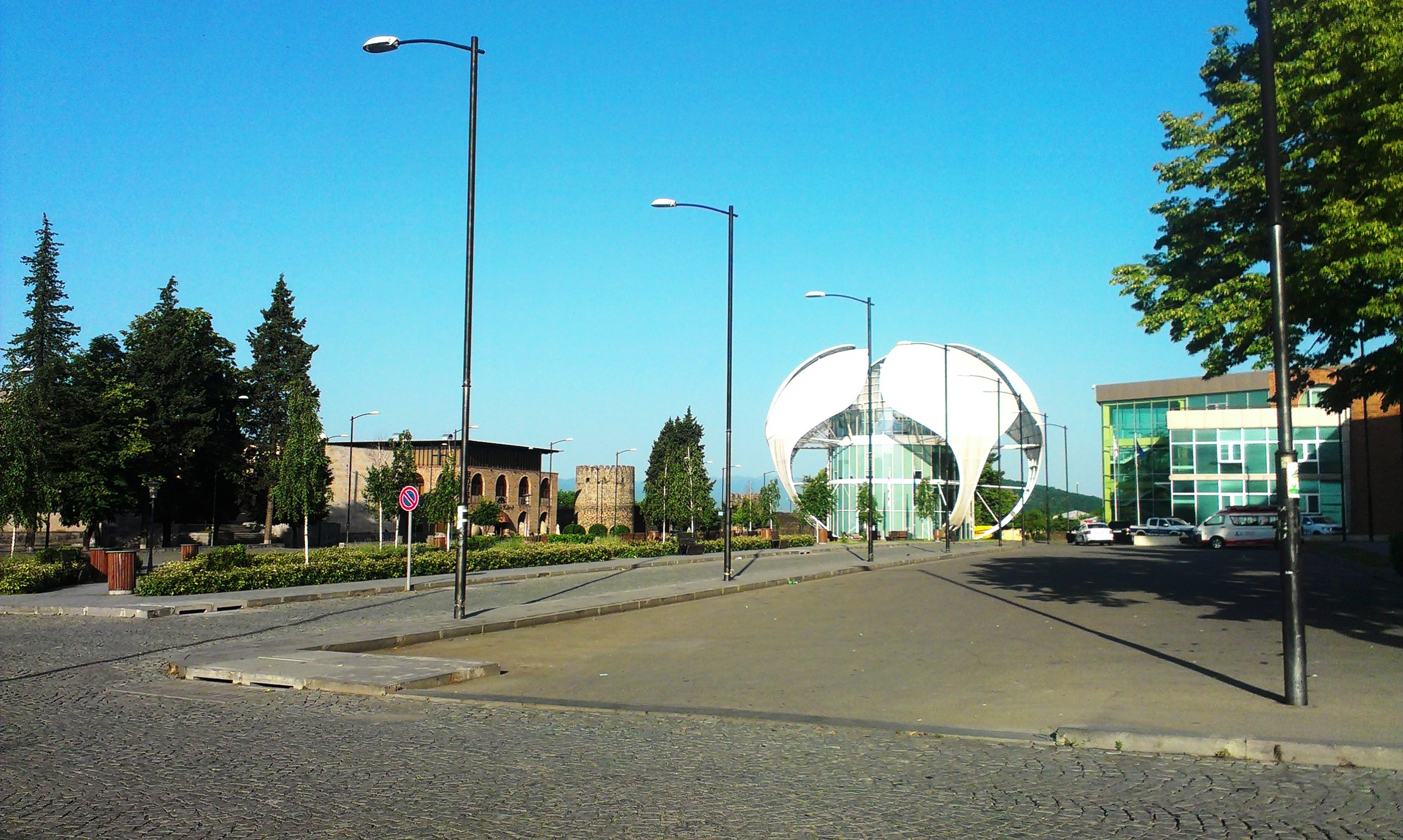
дом юстиции